# Albert Fuchs (Mediziner)
Albert Fuchs (* 16. April 1919 in Bregenz; † 23. November 1985 ebenda) war ein österreichischer Arzt und Kunstförderer.

## Leben
Fuchs entstammte einem gutbürgerlichen Haus, sein Vater Karl war Inhaber einer kleinen Mineralölfirma. Er studierte Medizin an der Universität Wien, schloss 1942 mit einer Kriegspromotion ab und wurde danach zur Wehrmacht eingezogen wurde. 1944 geriet er in britische Kriegsgefangenschaft, in der er weiter in der Verwundetenversorgung wirkte. Nach dem Krieg kehrte er als Arzt nach Bregenz zurück und war zuletzt Primarius der Inneren Abteilung am Krankenhaus Bregenz, an dessen Planung er beteiligt war. Er war Ehrenmitglied des Österreichischen Gesundheits- und Krankenpflegeverbandes und wurde 1980 mit dem Titel Medizinalrat geehrt.
Von 1968 bis 1981 war Fuchs Präsident der Bregenzer Festspiele, unter seiner Ägide wurde u. a. auch das Bregenzer Festspielhaus geplant und gebaut. Er war ein großer Musikliebhaber und den Wiener Symphonikern eng verbunden. 1983 erhielt er den Ehrenring und die Ehrenmitgliedschaft der Festspiele.
Neben der Leidenschaft für Musik schätzte Fuchs auch die Malerei und organisierte Kunstausstellungen. Sein besonderes Interesse galt den Werken der Wiener Schule des Phantastischen Realismus, mit deren Vertretern er enge Kontakte unterhielt. So unterstützte er unter anderem auch die Organisation von Ausstellungen von Kurt Regschek gemeinsam mit seiner ersten Frau, der späteren Miljeva Ypsilanti.
Enge Verbindung hielt er auch zum 1964 gegründeten Bregenzer Kreis um Helmut Fetz, Erich Smodics, Rudolf Zündel und Siegfried Kresser.
Die Republik Österreich ehrte ihn mit dem Großen Ehrenzeichens für Verdienste um die Republik Österreich. 
1977 heiratete er die Künstlerin Marie-Luise Fuchs (geborene Rohner). 1985 starb der passionierte Naturliebhaber und Jäger an einem Schlaganfall.